# 臺中榮民總醫院埔里分院
臺中榮民總醫院埔里分院（簡稱埔里榮民醫院）是一間位於南投縣埔里鎮的公立醫院，隸屬於國軍退除役官兵輔導委員會臺中榮民總醫院。

## 歷史
- 1949年中華民國政府遷至台灣後，在埔里鎮設立國軍官兵療養單位，「陸軍第二療養大隊」成立。
- 1958年，行政院國軍退除役官兵就業輔導委員會於陸軍第二療養大隊址興建房舍。7月1日，成立「臺灣埔里榮民醫院」。
- 1960年6月，在埔里鎮市區開設民眾診所。
- 1963年3月20日，更名為「埔里榮民醫院」。
- 1969年7月，於台中縣設梨山分院。
- 1978年，由肺結核病院轉為一般綜合醫院。
- 1985年9月1日，梨山分院改隸臺北榮民總醫院臺中分院（今臺中榮民總醫院），更名為「榮民總醫院台中分院梨山醫療中心」（後裁撤，轉為梨山衛生所管理）。
- 1996年1月，醫療等級由綜合醫院升為地區教學醫院。
- 1999年，發生921大地震，院區嚴重受創，隨後開始整建。
- 2001年，醫療大樓改建完成。
- 2012年1月1日組織調整，改為「臺中榮民總醫院埔里分院」。
- 2013年11月，隨國軍退除役官兵輔導委員會組織調整，全銜由「行政院國軍退除役官兵輔導委員會臺中榮民總醫院埔里分院」更名為「臺中榮民總醫院埔里分院」。

## 歷任院長
| 任次 | 姓名   | 就任時間      | 卸任時間   |
| ---- | ------ | ------------- | ---------- |
| 1    | 吳樹本 | 1958年7月     | 1959年6月  |
| 2    | 朱集賢 | 1959年6月     | 1976年3月  |
| 3    | 朱鍾民 | 1976年9月     | 1988年12月 |
| 4    | 彭嘉謨 | 1988年12月    | 1996年1月  |
| 5    | 趙善燦 | 1996年1月     | 1999年7月  |
| 6    | 蕭基源 | 1999年7月     | 2005年7月  |
| 7    | 何霖   | 2005年7月     | 2008年7月  |
| 8    | 呂炳榮 | 2008年7月     | 2014年2月  |
| 9    | 葛光中 | 2014年2月     | 2018年6月  |
| 10   | 徐慰慈 | 2018年6月22日 | 2024年6月  |
| 11   | 張仁義 | 2024年6月22日 |            |

## 爭議
2016年2月4日，醫院方護理人員給藥失誤，將墮胎藥給成安胎藥。

## 外部連結
- 官方网站
- 臺中榮民總醫院埔里分院的Facebook專頁